# Supercopa do Brasil de Futebol Feminino
A Supercopa do Brasil de Futebol Feminino, conhecida simplesmente como Supercopa Feminina, é uma competição nacional de futebol feminino do Brasil. É jogada no formato de "mata-mata", onde o clube derrotado é eliminado da competição.
O Corinthians ganhou as três edições já realizadas até aqui. Em 2022 foi o campeão em cima do Grêmio. Em 2023 foi bicampeão ao golear o Flamengo. Em 2024, venceu o Cruzeiro. Em 2025, a hegemonia alvinegra foi quebrada com o título do São Paulo, superando o próprio Corinthians nos pênaltis.

## História
A Supercopa do Brasil foi criada com o intuito de fomentar e valorizar ainda mais o calendário brasileiro de futebol feminino, fazendo com que os clubes pudessem jogar em alto nível desde o início da temporada. A criação dessa competição também visava envolver equipes do maior número possível de Estados em uma competição nacional.
A primeira edição da Supercopa Feminina ocorreu em 2022 e o primeiro gol de sua história foi marcado por Geovana Alves, na vitória por 1 a 0 do Real Brasília sobre o Internacional. O Corinthians foi o seu primeiro campeão, após vencer por 1 a 0 o Grêmio.
A segunda edição da Supercopa Feminina ocorreu em 2023. Nessa edição ocorre a maior goleada da competição, com o Flamengo goleando o Ceará por 10 x 0. O Corinthians foi bicampeão, após eliminar Atlético MG, Internacional e chegar a final, quando goleia por 4 a 1 o Flamengo. Em 2024, o Corinthians venceu o Cruzeiro por 1 a 0. Em 2025, o São Paulo vence o Corinthians na disputa pelos pênaltis, conseguindo o título inédito.

## Patrocinadores
A Supercopa Feminina possui naming rights desde a sua primeira edição.
- 2022: Betano (Supercopa Feminina Betano)[14]
- 2023: Betano (Supercopa Feminina Betano)[15]
- 2024: Betano (Supercopa Feminina Betano)[16]

## Sistema de disputa
A disputa da Supercopa de Futebol Feminino se dá no sistema "mata-mata", no qual dois times se enfrentam, em jogo único, e o vencedor avança para à próxima fase, até o jogo decisivo, a Final da Supercopa. O torneio conta com a presença de oito clubes e é dividido em três fases: quartas de final, semifinal e final. Caso haja empate no tempo regulamentar, haverá disputa por pênaltis para definir o campeão da partida.

### Mando de campo
Para definição do mando de campo serão aplicado os seguintes critérios:
1. Clube da Federação Estadual melhor posicionada no RNF/FF;
2. Clube melhor posicionado no RNC/FF.

Em caso de empate nos dois critérios, o mando de campo será definido através de um sorteio realizado pela Diretoria de Competições da CBF (DCO/CBF).

## Classificação
A relação dos clubes participantes se dá em conformidade com o seguinte critério:
- Os oito clubes mais bem colocados entre os 12 mais bem colocados da Série A1 e os 4 mais bem colocados da Série A2, havendo um limite de uma vaga por estado.[1][7]

No caso do não preenchimento das vagas, a Federação melhor ranqueada no RNF/FF terá direito a uma vaga extra. Vale ressaltar que nenhum estado poderá ter mais do que dois representantes na competição.

## Transmissão televisiva
O Grupo Globo detém os direitos de transmissão da competição e exibe seus jogos através da TV Globo e do SporTV. No canal aberto são exibidos 4 dos 7 jogos da competição por edição, enquanto o canal pago exibe todos eles.

## Resultados

### Por clubes
| Clube           | Títulos               | Vices    | Semifinais      |
| --------------- | --------------------- | -------- | --------------- |
| Corinthians     | 3 (2022, 2023 e 2024) | 1 (2025) | 0               |
| São Paulo       | 1 (2025)              | 0        | 0               |
| Flamengo        | 0                     | 1 (2023) | 2 (2022 e 2025) |
| Grêmio          | 0                     | 1 (2022) | 0               |
| Cruzeiro        | 0                     | 1 (2024) | 0               |
| Real Brasília   | 0                     | 0        | 2 (2022 e 2023) |
| Internacional   | 0                     | 0        | 1 (2023)        |
| Avaí/Kindermann | 0                     | 0        | 1 (2024)        |
| Ferroviária     | 0                     | 0        | 1 (2024)        |

### Por cidade
| Cidade    | Títulos | Clubes                          |
| --------- | ------- | ------------------------------- |
| São Paulo | 4       | Corinthians (3) e São Paulo (1) |

### Por Estado
| Estados           | Títulos | Vices | Semifinais |
| ----------------- | ------- | ----- | ---------- |
| São Paulo         | 4       | 1     | 1          |
| Rio Grande do Sul | 0       | 1     | 1          |
| Minas Gerais      | 0       | 1     | 1          |
| Rio de Janeiro    | 0       | 1     | 2          |
| Distrito Federal  | 0       | 0     | 2          |
| Santa Catarina    | 0       | 0     | 1          |

### Por região
| Região       | Títulos | Vices | Semifinais |
| ------------ | ------- | ----- | ---------- |
| Sudeste      | 4       | 3     | 4          |
| Sul          | 0       | 1     | 2          |
| Centro-Oeste | 0       | 0     | 2          |
| Nordeste     | 0       | 0     | 0          |
| Norte        | 0       | 0     | 0          |